# Ироническая эстетика Зольгера
Ироническая эстетика Зольгера — это способ решения проблемы прекрасного, профессора эстетики Карла Вильгельма Фердинанда Зольгера, зафиксированный в его труде «Erwin. Vier Gespräche über das Schöne und das Kunst» (Б. 1815), написанном по образцу платоновских диалогов, но отличных от них тем, что являются диалогами полифоническими, где участники диалога являются равноправными и чьи позиции несводимы и равноценны, и они не разрешаются до самого конца диалогов. Эта работа имела значительное влияние на эстетику Гегеля, Зольгер в ней выступил критиком эстетических идей романтизма, на почве самого романтизма.. Но главной оригинальной эстетической идеей Зольгера, стала концепция иронии.

## Эстетика Карла Зольгера
Зольгер конструирует сложную эстетическую систему, основанием которой являются четыре основные категории: прекрасное, возвышенное, трагическое и комическое.
Прекрасное есть диалектическое взаимоотношение идеи и явления, их взаимный переход и растворение одного в другом. В этом Зольгер сходен с Гегелем в его определении идеала как единства, совпадения идеи и действительности. Возвышенное в эстетике Зольгера — это явление, которое раскрывает действие идеи, ее динамический переход в действительность. Трагическое появляется в момент уничтожения в божественном земного и конечного, таким образом, действительность растворяется в идее. Это выражается в печали, скорби и осознании неизбежной гибели всего конечного. Комическое же напротив, есть воплощение божественного начала в конечном, в результате гибели идеи. Оно
показывает божественное начало в природе человека, находящееся при этом в противоречии и раздробленности.
Все эстетические категории Зольгера находятся в диалектическом взаимодействии друг с другом, переходят друг в друга, при этом все они являются частными случаями прекрасного как такового, понимаемого в самом широком смысле слова.
Из этого следует, что прекрасное всегда находится в состоянии диалектического развития через противоречия с самим собой, никогда не существуя в неизменном виде. Прекрасное является нам то комичным, то возвышенным, то трагическим..
Разобрав диалектику основных категорий эстетики, Зольгер переходит к вопросу о природе прекрасного

## Проблема прекрасного
Природа прекрасного - центральная проблема работы Зольгера и традиционное, для эстетики, представление о том, что  абсолютное, есть соединение субъективного и объективного, индивидуального и реального. Прекрасное есть единство индивидуального начала и природы. При том прекрасное, есть нечто являющееся, существующего в реальном мире, а значит конечное и преходящее. И главным вопросом для Зольгера и участников его диалога - как вечная идея объективируется в мире,становится частью реальностью и остается ли она идеальной или же подвержена разрушению.
По Зольгеру, идея неполноценна, если она нереализована в действительности, но эта реализация действует на идею разрушительно, поскольку идея перестает отвечать своей сущности. И разрешает эту проблему Зольгер особым способом отношения к прекрасному - иронией.

## Ирония - как способ отношения к прекрасному
Гегель называет иронию Зольгера видом субъективности, в который заложен спекулятивный момент, как один из ее аспектов, но она не угрожает ни спекулятивным принципам, ни принципам конкретной истины, видя в утверждениях Зольгера о том, что действительность - есть ничто, лишь иронию . Кьеркегор, напротив, полагал, что "Убеждение Шлегеля и Зольгера в том, что конечное есть ничто, так же серьезно, как и незнание Сократа"..
В своих лекциях по эстетике Зольгер говорит об иронии как об условии любого произведения искусства..  Через диалектическое единство иронии и вдохновения и происходит акт творения искусства. Идея раскрывается в действительности с помощью вдохновения, но оно всегда переходит в иронию, ввиду разложения и даже гибели идеи в действительности.  Ирония разрушает идею, растворяя её в действительности, но только это и позволяет появиться самой действительности, а потому, в акте своей гибели, происходит и торжество идеи. Гибнущая идея торжествует, а то, что представлялось низменной действительностью, становится высшим идеалом.
Эта возникающая ситуация иронии - есть прекрасное, и именно потому прекрасное, что оно преходящее. Прекрасно то, что вечно, но для своей вечности должно стать конечным. Прекрасное не может быть прекрасным без момента уничтожения. Переход прекрасного в действительность, в реальность означает неизбежную гибель. Несоотносимость и конечная реальность обычных вещей и бесконечность идеальных объектов. Момент перехода несоотносимых миров друг в друга Зольгер и называет прекрасным. Прекрасное и существует лишь в момент перехода вечного во временное, преходящее.